# Оуайн Глиндур
О́уайн Гленду́р (Оуэн Глендур, Оуэн Глендоуэр, Глендовер; валл. Owain Glyndŵr ['ouain glɨn'dur], иногда англ. Owen Glendower, 1349 или 1359 — ок. 1416), коронованный как Оуайн IV Уэльский, был последним валлийцем, носившим титул принца Уэльского. По линии отца Грифид ап Грифида Глиндур был потомком правителей древневаллийского королевства Повис, а по линии матери — Элен ап Томас — потомком королей Дехейбарта. Он был инициатором ожесточённого и длительного, но в итоге неудачного восстания против английского господства в Уэльсе. 16 сентября 1400 года Глиндур поднял всенародное валлийское восстание против короля Англии Генриха IV. Так как на континенте в это время шла Столетняя война, Оуайн пользовался поддержкой французского короля. Успешное на первых порах, восстание было подавлено. В последний раз Глендур был замечен в 1412 году. Его так и не смогли поймать. Согласно легенде, подобно королю Артуру, он спит под холмом, чтобы вернуться в час испытаний. Его последние годы жизни доселе остаются загадкой.
Глендур оставил заметный след в народной культуре как Уэльса, так и Англии. Шекспир описал его в пьесе «Генрих IV» как дикого и странного человека, обуреваемого эмоциями и влекомого магией. В народной памяти Уэльса личность Глендура приобрела черты национального героя, наравне с королём Артуром. В конце XIX века движение Cymru Fydd объявило его отцом валлийской нации. В 2000 году по всему Уэльсу были проведены празднования в честь 600-летней годовщины поднятого им восстания. Оуайн занял 23-е место по опросу на конкурсе 100 величайших британцев, в 2002 году, а также занял 2-е место в результате голосования конкурса 100 валлийских героев в 2003-2004 годах.

## Биография

### Детство и юность

Знамя Оуайна Глиндура

Глиндур родился, по разным сведениям, либо около 1349 года, либо около 1355 года, либо около 1359 года, в зажиточной помещичьей семье валлийских дворян, земли которой находились на территории Валлийской марки (граница между Уэльсом и Англией) в северо-восточном Уэльсе. Лорды Валлийской марки были Нормандского происхождения и имели важные посты на территории марки. Отец Оуайна, Грифид ап Грифид, наследственный тивисог Поуис Вадога и Лорд Глиндифрдуи, умер около 1369 года, когда Оуайн, возможно, был ещё несовершеннолетним. Оуайн, вероятно, имел старшего брата — Мадога — который, возможно, умер в детстве.
Молодой Оуайн рос рядом с домом Дэвида Ханмера и вскоре начал заниматься изучением английского права — для того, чтобы стать адвокатом. Этому способствовали Дэвид и Ричард Фицалан, граф Арундел. Оуайн, как полагают, был отправлен в Лондон для поступления в Судебные инны. Вероятно, он изучал право в качестве ученика, в течение семи лет. Возможно, он был в Лондоне во время крестьянского восстания Уота Тайлера в 1381 году. В 1383 Оуайн вернулся в Уэльс, где женился на дочери Дэвида Ханмера, Маргарет. Он стал владетелем Глиндифрдуи.
Глиндур поступил на военную службу к английскому королю в 1384 году, когда он был принят на гарнизонную службу под командованием сэра Грегори, известного под именем «Валлиец» Сайс или Сэр Дигори Сайс, на английско-шотландской границе рядом с Берик-апон-Туид. В августе 1385 года Оуайн служил королю Ричарду под командованием Джона Гонта — и снова на границе с Шотландией. 3 сентября 1386 года он был вызван для дачи показаний в судебном разбирательстве Скропе п. Гросвенор в Честере. В марте 1387 года Оуайн находился на юго-востоке Англии, где служил под началом того самого Ричарда Фицалана, адмирала флота, который был побеждён в морском сражении с франко-испано-фламандским флотом у берегов графства Кент. После смерти тестя, сэра Дэвида Ханмера, в конце 1387 года Глиндур вернулся в Уэльс в качестве исполнителя своего имущества. Он, возможно, служил оруженосцем у Генриха Болингброка (который впоследствии станет королём Англии Генрихом IV), сына Джона Гонта, во время битвы у Рэдкотского моста в декабре 1387. Таким образом, участвуя в разных горячих точках, Оуайн получил опыт в военном деле.
Король Ричард был отвлечён в нарастающем конфликте с лордами-апеллянтами того времени. В 1390 году умер Грегори Сайс, а в 1397 году умер и граф Арундел. Бард Йоло Рыжий посетил Оуайна в его владениях и написал несколько од об Оуайне, прославляя его щедрость.

### Братья и сёстры
Оуайн Глиндур имел следующих братьев и сестёр:
- Мадог, умер в детстве
- Теудр, Лорд Гвидделверн, родился около 1362 года, умер 11 марта 1405 года в Брекнокширской битве.
- Грифид, у него была дочь Ева
- Лори, вышла замуж за Роберта Пулестона из Эмрала
- Изабель, замужем за Адамом ап Йорвертом.
- Морфудд, первый муж сэр Ричард Крофт, второй муж Давид ап Эднивед
- Гвенллиан

### Восстание

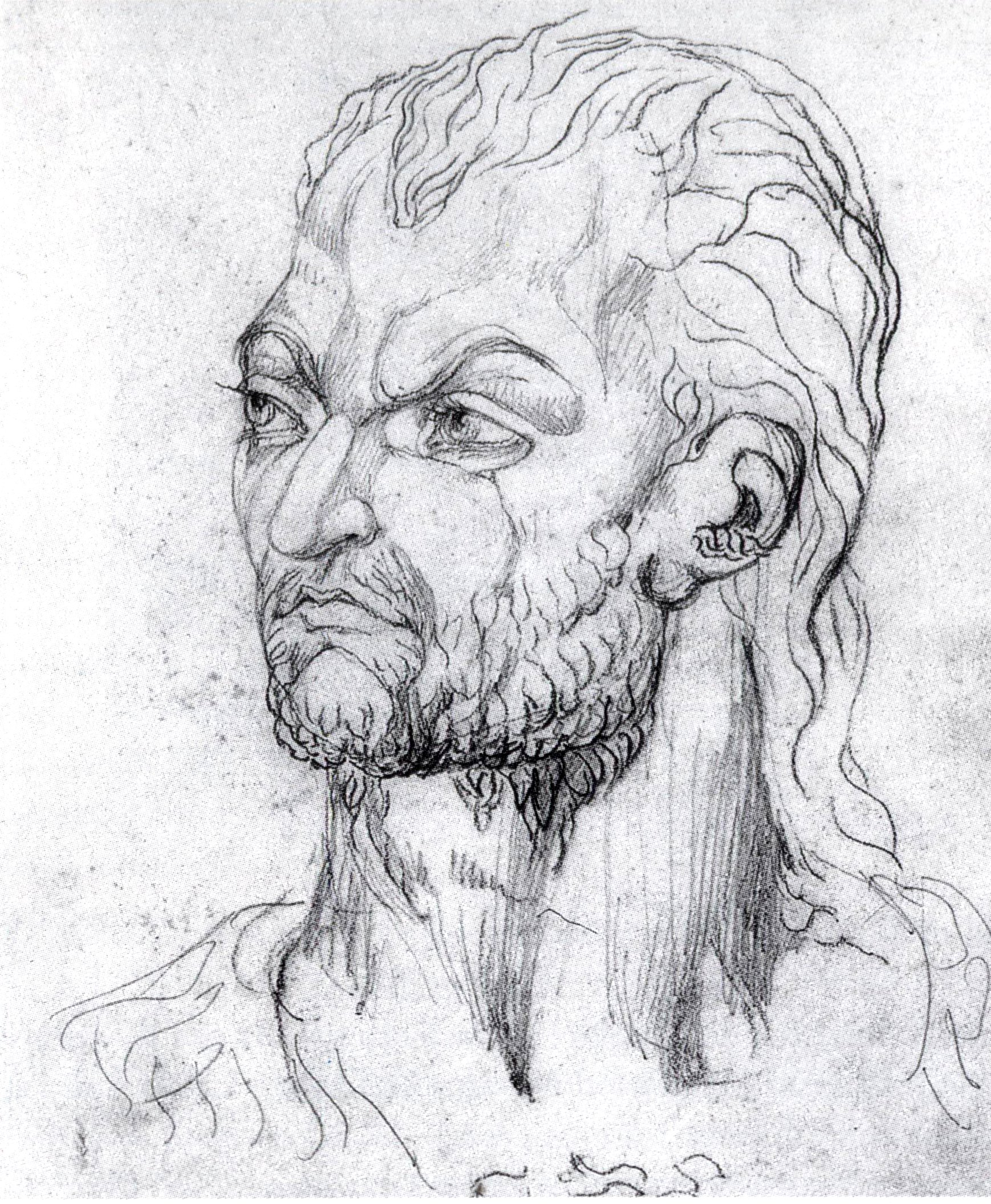
Оуайн Глиндур. Рисунок Уильяма Блейка из серии Головы призраков, ок. 1819

#### Причина
Желая укрепить свою власть и сломить мощь могущественных магнатов, угрожавших трону, король Ричард II начал систематическое укрепление своей власти, которое затронуло и земли западного Уэльса. Уэльс находился в управлении сложной и запутанной системы полуавтономных феодальных государств, епископств, графств и земель, находившихся в непосредственном владении короля. Недовольные королём были уничтожены, а их земли были отобраны и частично розданы сторонникам короля. Валлийцы из самых широких слоёв населения получили посты и должности в новых королевских землях, что открывало перед ними большие жизненные перспективы. Напротив, английские магнаты были обеспокоены ростом королевской власти. Позже, в связи с арестом и таинственной смертью короля Ричарда II, валлийцы, потерявшие прежнюю опору в его лице, выступили против этого переворота. 10 января 1400 года произошли серьёзные волнения в пограничном городе Честере, бывшие следствием казни преданного Ричарду II капитана английских лучников. На валлийской границе начались волнения.
Восстание спровоцировал длительный территориальный спор между валлийским рыцарем Оуайном Глиндуром и бароном Реджинальдом де Греем, известным своей дурной репутацией среди валлийского населения. В 1399 году сторонник и друг короля Ричарда — Глиндур — с его помощью выиграл спор; однако после смерти короля всё изменилось, и сторонник нового короля барон Реджинальд де Грей одержал верх. При Генрихе IV, узурпировавшем власть и свергшем Ричарда, положение Уэльса неуклонно стремилось к ухудшению, в особенности же положение Глиндура: новый владыка Англии был хорошим другом его заклятого соперника. Более того, де Грей преднамеренно не стал присылать Глиндуру приказ о сборе феодального ополчения для очередной военной кампании, что послужило для короля поводом обвинить Глиндура в измене. Он был лишён своих владений, а барону де Грею было приказано расправиться с «бунтовщиком». Оуайну Глиндуру не оставалось ничего другого, кроме как сопротивляться.
В 1400 году Генрих предпринял неудачный поход в Шотландию, причем принц Уэльский в этом командовал отрядом из 17 воинов и 99 стрелков. Шотландцы, однако, не покорились. Изрядно разъяренный Генрих вернулся в Англию — как раз чтобы узнать, что Оуайн Глиндур тоже начал восстание против него.

#### Первые годы
16 сентября 1400 года Оуайн начал действовать и был провозглашён принцем Уэльским при небольшой группе его последователей, включая его старшего сына, его братьев и декана Санкт-Асафа. Само по себе это действие выглядело как революционное заявление. Сторонники Оуайна быстро распространились в северо-восточной части Уэльса. К 19 сентябрю крепость де Грея подверглась нападению и была почти разрушена. Денбиг, Рудлан, Флинт, Хаварден и Холт также подверглись атаке восставших и вскоре быстро были захвачены. 22 сентября Освестри так сильно пострадал от налёта Оуайна, что его пришлось после этого перестраивать. 24 сентября Оуайн двинулся на юг и атаковал замки в Поуисе, в том числе и Уэлшпул. Одновременно и Тюдоры из Англси начали партизанскую войну против англичан. Тюдоры были известной семьёй в Англси и были тесно связаны с королём Ричардом II. Гвилим ап Тудор и Рис ап Тудор были капитанами валлийских лучников в кампании Ричарда II в Ирландии. Они быстро присягнули на верность своему двоюродному брату, Оуайну Глиндуру.
Король Генрих IV двигался на север против Шотландии, но, узнав о начинающемся восстании, быстро повернул армию и к 26 сентября был в Шрусбери и был готов для вторжения в Уэльс. Молниеносно Генрих повёл своё войско по Северному Уэльсу. В это время он постоянно подвергался преследованиям и нападениям, при плохой погоде, со стороны валлийских партизан. 15 октября он вернулся в Шрусберский замок с поредевшим войском.

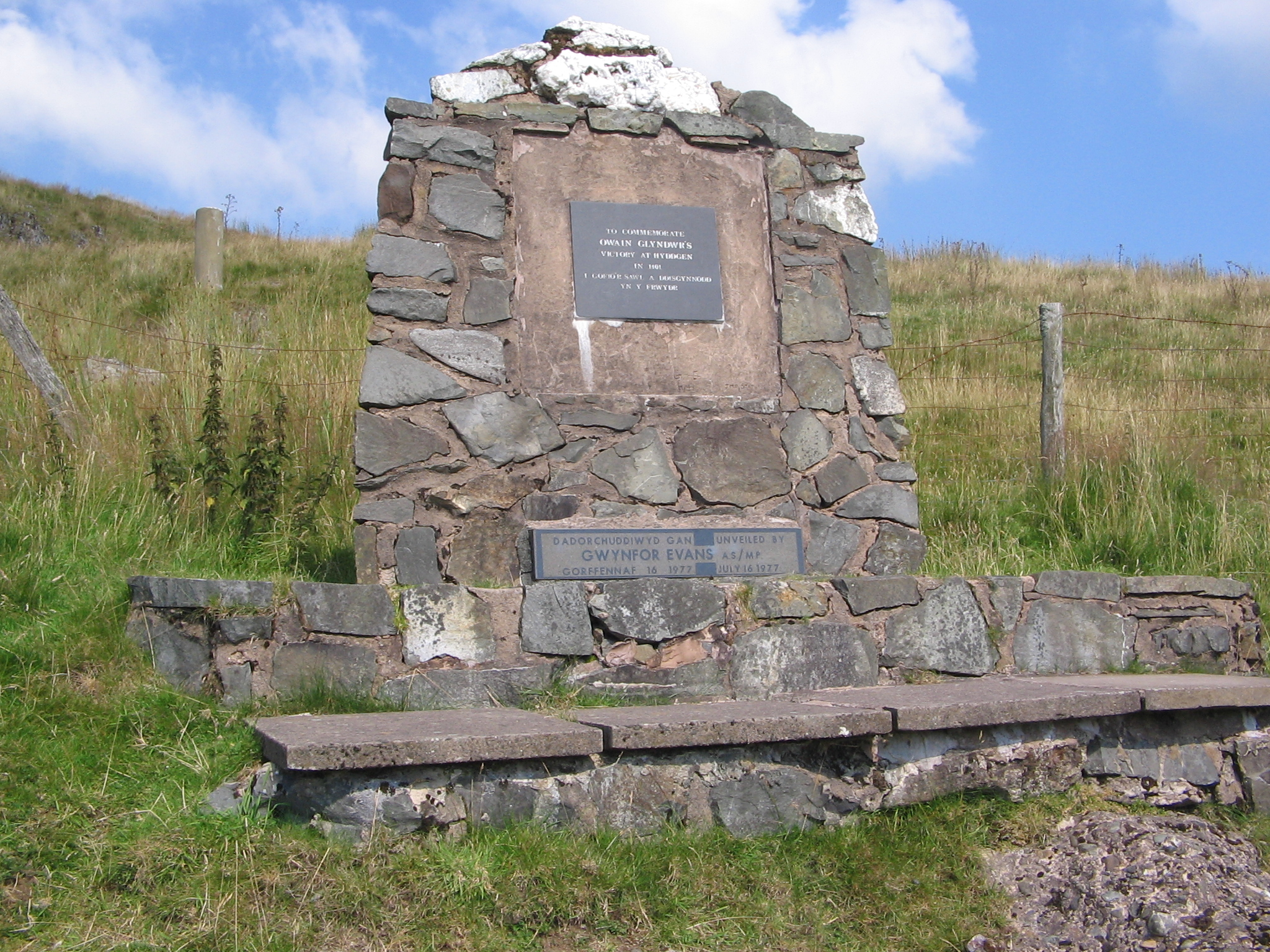
Памятник павшим в Битве при Минидд Хиддген

В 1401 году восстание начало распространяться по всему Уэльсу. Вся северная и центральная части Уэльса стали поддерживать Оуайна. Несколько атак было совершенно на английские города, замки и поместья по всему Северу. Даже с юга из Брекона и из Гвента стали приходить отчёты о бандитизме и беззакониях со стороны группировок, называющих себя Детьми Оуайна. Валлийские барды на разные лады, что воцарение Глиндура было предсказано ещё Мерлином.
Король Генрих назначил Генри Перси — знаменитого «Хотспура», легендарного воина и могущественного графа Нортумберленда — наказать восставших. Вместе с Хотспуром выступил четырнадцатилетний сын короля, будущий Генрих V, а тогда — неопытный подросток под руководством знаменитого рыцаря. Хотспур издал амнистию в Марке, согласно которой, в случае прекращения восстания, все будут помилованы, за исключением Оуайна и его двоюродных братьев, Риса и Гвилима. Братья Тюдоры решили захватить замок Конуи. Гарнизон замка составлял всего лишь пятнадцать мечников и шестьдесят стрелков, но имели достаточные запасы продовольствия, а также прекрасное положение — окружение морем, но, в любом случае, Тюдоров было всего сорок человек. Им понадобился хитроумный план. В Страстную пятницу, которая совпала с 1 апреля — Днём всех дураков — все, кроме пяти человек из отряда, по словам Адама из Аска, автора хроники, «притворно пришли в замок в качестве рабочих плотников на своё привычное место работы. Оказавшись внутри, валлийские плотники напали на двух охранников и открыли ворота — и, таким образом, обеспечили вход для повстанцев». Хотя Генри Хотспур прибыл из Денбига со 120 мечниками и 300 лучниками, он знал, что потребуется гораздо больше, чтобы вернуть замок, и вынужден был вести переговоры с Тюдорами. В результате переговоров Тюдоры также получили амнистию.
Только в конце мая Хотспуру и принцу Генри удалось вернуть замок Конуи. Расправа была жестокой: девятерых валлийцев, обвиненных в предательстве, предали немедленной и жесточайшей казни, в ходе которых их кастрировали, затем вспороли животы, чтобы вынуть внутренности несчастных и заживо сжечь их. Только после этого пленных обезглавили, а их мертвые тела предали четвертованию. Это была не первая подобная казнь: ранее, во время первой карательной экспедиции короля Генриха в Уэльс, англичане таким расправились с Ллевелином ап Груффидом Фишаном. Тот обещал провести англичан к войску Оуайна, однако умышленно завел их не туда.
В середине июня 1401 года войска Оуайна Глиндура встретились с англичанами в Пумплоне, где и произошла битва. Оуайн и его армия из четырёхсот человек расположились в нижней части долины Хиддген, в то время как им противостояли тысяча пятьсот англичан и фламандцев, настроенных против них. В той битве Оуайн сплотил свою армию, и они нанесли сокрушительный удар, убив 200 человек и взяв в плен многих из уцелевших. Ситуация была достаточно сложной и серьёзной для короля, и он начал собирать новую карательную экспедицию. На этот раз он напал через центральный Уэльс. Из Шрусбери и Херефордского замка силы Генриха IV проехали по Поуису к аббатству Страта Флорида. Цистерцианцы были известны симпатиями по отношению к Оуайну, и Генрих явился к ним с целью напомнить им об их лояльности, для предотвращения восстания и его распространения дальше на юг. После многих дней непогоды и постоянных нападений со стороны сил Оуайна, Генрих достиг аббатства. Король был не в настроении быть милосердным. После двухдневного штурма его армия частично разрушила монастырь и казнила монахов, которых подозревали в союзнических отношениях с Оуайном Глиндуром. Оуайн не собирался биться в открытую с большой королевской армией и предпочёл партизанские действия. Армия Генриха была вынуждена отступить — как и полгода назад. Солдаты насквозь промокли в результате долгих дождей. Они спали в своих доспехах, а Генрих и вовсе чуть не погиб, когда его палатка была смыта. Мокрые, голодные и унылые, англичане вернулись в замок Херефорд, так ничего и не добившись. Год закончился битвой при Тутилле 2 ноября, во время неудачной осады Оуайном замка Карнарвон. Собственно, Карнавон едва не был взят валлийцами, но удачная вылазка гарнизона осажденного замка отбросила Оуайна от города.
Англичане видели, что усиление восстания неизбежно привлекает многих недовольных, сторонников свергнутого короля Ричарда II. Генрих IV был обеспокоен по поводу возможного недовольства в Чешире и ещё в большей степени взволнован новостями из Северного Уэльса. Хотспур жаловался, что он не получает достаточной поддержки со стороны короля и что репрессивная политика Генриха только усиливает восстание. Он утверждал, что переговоры и компромисс могут убедить Оуайна закончить восстание. На самом деле, ещё в 1401 году Хотспур, возможно, вёл тайные переговоры с Оуайном и с другими руководителями восстания, чтобы попытаться договориться об урегулировании происходящего. Ланкастеры нанесли ответный удар по валлийскому законодательству, с целью создания английского господства в Уэльсе. Прежние законы были кодифицированными на общей практике и действовали на территории Уэльса и на территории Валлийской Марки на протяжении многих лет. В новом законе всем валлийцам запрещалось покупать землю в Англии, занимать любые государственные должности в Уэльсе, запрещалось носить оружие даже с целью защиты домов, валлийский ребёнок не должен был получать образование, ни один англичанин не мог быть осуждён по иску от валлийца, валлийцы должны были быть строго оштрафованы, если они женятся на англичанках или если англичанин женится на валлийке, все публичные собрания отныне запрещались. Эти законы были задействованы с целью предотвращения вхождения валлийцев в состав восставших.
В январе 1402 года «старый добрый друг» Оуайна — Реджинальд де Грей — попал в засаду, устроенную Оуайном в Рутине. Сам город был взят Оуайном и предан огню без всякой жалости.
Оуайн держал де Грея в течение года и получил за него, от Генриха IV, выкуп в размере 10000 марок. После этого Реджинальд остался в долгу перед королём, причём де Грей поклялся Глиндуру, что больше не пойдёт против него мечом. Тем временем Оуайн рассылал посланцев к королю Шотландии и ирландским вождям, от которых он ждал помощи в войне с англичанами, заклятыми врагами и тех, и других.
В июне 1402 года войска Оуайна встретилось с английскими войсками под руководством сэра Эдмунда Мортимера, в Брин Глас, что в центральном Уэльсе. Армия Мортимера была разбита, а сам он попал в плен. Мортимер сообщил, что повсюду убивают английских солдат в отместку за их насилия над валлийскими женщинами. Глиндур предложил выпустить Мортимера за большой выкуп, но Генрих IV отказался. Эдмунд Мортимер имел больше прав на престол, чем сам Генрих, поэтому король Англии предпочёл не выкупать родственника. В ответ на это сэр Эдмунд заключил союз с Оуайном и женился на одной из его дочерей, Катрин.
Возможно также, что Оуайн добился союза в 1402 году с Францией, так как упоминается помощь ему со стороны франко-бретонских войск. Франция решила использовать Уэльс, также как и Шотландию, в качестве тыльного союзника в войне против Англии. Французские каперы начали нападать на английские корабли в Ирландском море и стали поставлять оружие валлийцам. Французские и бретонские пираты также активно участвовали в нападениях Оуайна на англичан.

#### Союз с Францией и Трёхстороннее соглашение

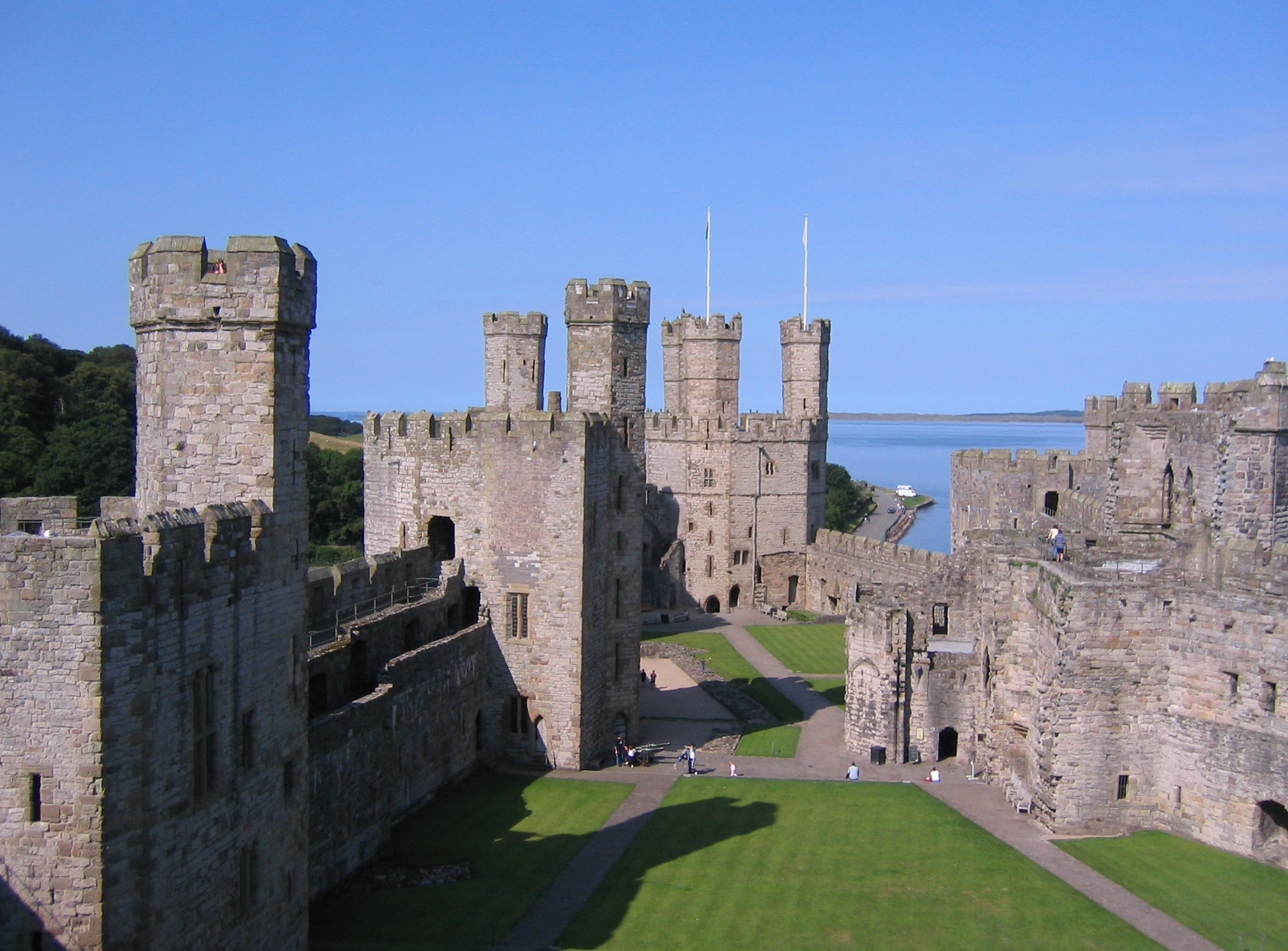
Замок Каэрнарвон

Оуайн пытался найти, помимо Франции, ещё других союзников. Хотя переговоры с Шотландией и ирландцами не увенчались успехом, Оуайн в основном надеялся на помощь все тех же бретонцев и Франции. Оуайн поторопился отправить Грифида Юного и Джона Ханмера во Францию, для переговоров с королём о помощи в войне против Англии. Результат переговоров сторон оказался положительным, французы пообещали помочь. Вскоре, объединённые силы валлийцев и франко-бретонцев атаковали и осадили замок Кидвелли. Затем валлийцам решили помочь шотландцы. Шотландские и французские каперы действовали вокруг Уэльса. Шотландские суда совершили налёт на английские поселения, находящихся, на полуострове Ллин в 1400 году и 1401 году. В 1403 году Бретонская эскадра разгромила англичан в Ла-Манше, а затем опустошила Джерси, Гернси и Плимут, в то время как французы совершили высадку на острове Уайт. В 1404 они совершили набеги на побережье Англии, с валлийскими войсками на борту, подожгли Дартмут и разрушительно прошлись по Девону.
Положение короля затруднялось ужасной погодой — вихрями и дождями, в которых суеверные англичане винили «мага Глендовара». Оуайн зверствовал в Южном Уэльсе, нанося тяжелые удары по Абергавенни, Карлеону, Аску, Ньюпорту и Кардиффу. Генрих в ответ на это собрал армию в сотню тысяч человек. По словам хрониста Адама из Аска, ему удалось загнать восставших валлийцев в леса, но положение Генриха все ещё было крайне незавидным. Умирали от болезней и холода английские солдаты, а Глиндур сдаваться не собирался. К нему стекались все новые и новые сторонники независимости Уэльса.
1403 год стал значимым, год, когда восстание стало поистине национальным в Уэльсе. Оуайн ударил по направлению запад — юг. Одна деревня за другой присоединялись на сторону Глиндура. Английские поместья и замки пали под натиском Оуайна, а их жители сдались. Наконец, Кармартен, одна из главных точек Англии на территории юго-западного Уэльса, был осаждён и захвачен Оуайном. Оуайн затем развернулся и атаковал Гламорган. Замок Абергавенни подвергся нападению и осаде, в результате часть стены была сожжена. Оуайн двинулся дальше на юг, вниз по долине реки Аск к побережью, сжигая Аск и захватывая замок Кардифф и замок Ньюпорт. Королевские чиновники сообщают, что все валлийские студенты, учащиеся в Оксфордском университете, покинули место учёбы и уехали в Уэльс, чтобы присоединиться к восстанию. Точно также, другие валлийские работники и ремесленники, покинули своих английских работодателей и в массовом порядке, также присоединились к Оуайну Глиндуру. Оуайн также мог положиться на опытные войска из Английской армии, находящихся в военной кампании во Франции и в Шотландии. Сотни валлийских лучников и опытные люди по оружию оставили английскую службу, чтобы присоединиться к восстанию.
В 1403 шестнадцатилетний Генри Монмутский, сын Генриха IV и будущий король Англии — Генрих V, был назначен фактически главнокомандующим уэльской операции и получил титул вице-короля пограничных областей восставшего Уэльса. Юному принцу пришлось тяжело.На севере Уэльса, сторонники Оуайна в союзе с Бретонскими войсками осадили и захватили замок Каэрнарвон. В ответ на это, Генри Монмутский напал и сжёг дома Оуайна в его имениях, Глиндифрдуи и Сичарт. Там, правда, как значилось в рапорте Генри, английские солдаты не обнаружили ни души. Генри Хотспур, недовольный поведением английского короля, перешёл на сторону Оуайна и поднял знамя восстания в графстве Чешир, который был оплотом поддержки короля Ричарда II, и призвал поддержать право своего двоюродного брата Генриха на престол. 16 июля Генри Монмутский повернул на север, чтобы встретиться с восставшими, возглавляемыми Хотспуром. 21 июля Генри приехал в Шрусбери. Войска Хотспура также подошли к городу и между ними начался бой, который продолжался весь день, в результате чего принц Генри был тяжело ранен стрелой в лицо, но остался в строю, и его армия продолжала сражаться до конца. Когда во время битвы пошёл слух о том что Хотспур упал на землю, сопротивление повстанцев начала давать сбои и люди стали убегать. К концу дня, Хотспур уже был мёртв, и его бунт так и закончился. Легенда английского рыцарства Генри Перси был убит «человеком, чьего лица никто не видел». Более 300 рыцарей погибло до 20000 человек были убиты или ранены.
В 1404 году, Оуайн захватил замки Харлех и Аберистуит. Стремясь продемонстрировать свою серьёзность, как правитель, он провел суд в Харлехе и назначил хитрого и блестящего Гриффидда Молодого его канцлером. Вскоре после этого он созвал свой первый парламент в Махинллете (или более правильно Кинуллиад, или «сбор»), куда прибыли многие знатные валлийцы, где Оуайн был коронован принцем Уэльским и объявил о своей национальной программе. Он заявил, что видит Уэльс как независимое государство с валлийским парламентом и с отдельной Валлийской церковью. В Уэльсе будут два национальных университета (один на юге и один на севере), а также все вернуться к традиционным законам Хивела Доброго. Английское сопротивление было сокращено до нескольких изолированных замков, стены городов и укреплённых усадьб.

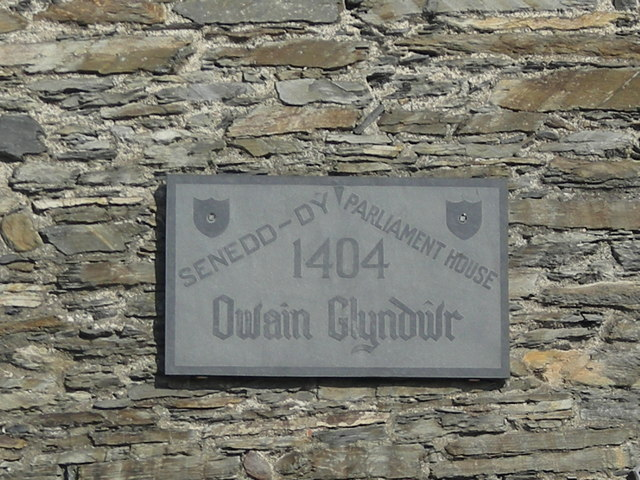
Мемориальная доска в память о Валлийском парламенте

Оуайн продемонстрировал свой новый статус на переговорах «Трехсторонней Эмиссии» с Эдмундом Мортимером и Томасом Перси Вустерским, который был дядей Генри Хотспура. Согласно Эмиссии, они трое согласились разделить Англию и Уэльс между собой. По Эмиссии, Уэльс будет распространяться далеко на восток, до реки Северн и Мерси, таким образом включая территории Чешира, Шропшира и Херефордшира. Эдмунд Мортимер должен был стать королём Южной Англии, а Томас Перси станет королём Северной Англии. Большинство современных историков считали и считают эту эмиссию, как полёт фантазии Оуайна, Эдмунда и Томаса. Однако, следует помнить, что на 1404 год у Оуайн не было проблем в войне против Англии. Местные английские общины в Шропшире, Херефордшире и Монтгомеришире перестали активно сопротивляться и теперь сами соглашались с повстанцами. Ходили слухи, что старые союзники Ричарда II посылали деньги и оружие для поддержки восстания валлийцев, цистерцианцев и францисканцев. Даже после смерти Генри Хотспура, его отец Генри Нортумберлендский и архиепископ Йоркский Ричард ле Скруп возглавили продолжение восстания.

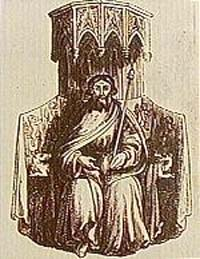
Оуайн Глиндур

1405 год ознаменовался в Уэльсе, как «Французский год». В это время, во Франции, французские силы начали активно вытеснять англичан с Аквитании. В июле 1405 года франко-бретонские войска, численностью в 3 000 рыцарей и латников, во главе с Жаном де Рё, покинули Брест и высадились в Милфорд-Хейвене, что в западном Уэльсе. К сожалению, они не запасались достаточным количеством питьевой воды и по дороге их многие боевые кони умерли. С собой они привезли современные осадные оборудования. Их объединённые силы захватили город Хаверфордуэст, но не смогли захватить замок. Затем они двинулись дальше на восток и отвоевали Каэрмартен и осадили Тенби. Что произошло дальше, остаётся загадкой. Франко-валлийские силы продолжали двигаться строго на восток, пройдя через Гламорган и Гвент. Они прошли через Херефордшир и остановились в Вустершире. Они встретились с английской армией, к западу от Грейт Уитли, что всего в десяти милях от Вустера, во главе с Генрихом IV, который выстроил их на холме Абберли с видом на юг к армии Оуайна, которая располагалась у городища Вудбери Хилл, которое до сих пор, в некоторых местах, известна как холмы Оуайна. Войска заняли боевые позиции и ежедневно смотрели друг на друга, не принимая ни каких серьёзных действий, в течение восьми дней. Битва так и не началась. Затем, по причинам, которые до сих пор не выяснены, обе стороны отступили. Стратегией Генриха, возможно, являлась тем, чтобы продлить стояние двух армий, таким образом, ослабить и запугать валлийскую армию. Валлийцы и французы вскоре отступили в Уэльс.
Уже около года французы и бретонцы действовали на территории Уэльса и Англии. Основная теория, почему обе стороны отказались от проведения битвы и отправились домой, заключается в следующем. Англичане находились на своей родной территории, которая была знакома им, и неизвестна для сил Оуайна. Генрих хотел, в скором времени, окружить армию валлийцев, лишив их пропитания и припасов. Это ослабило решимость валлийцев для продолжении борьбы, так как они находились глубоко на территории своего противника. Это отступление, возможно, в дальнейшем и повлияло на судьбу восстания.

#### Конец восстания

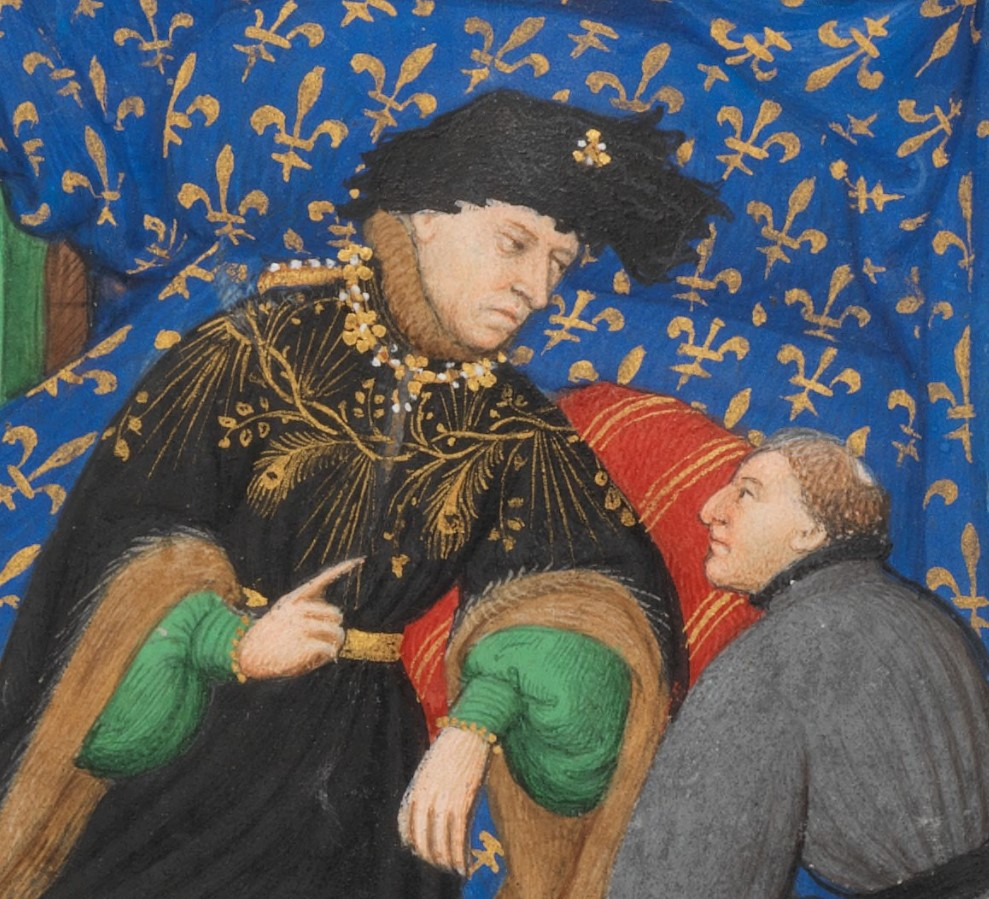
Карл VI отказывает в помощи восставшим

11 марта 1405 года восставшие во главе с Тудором ап Грифидом потерпели поражение в битве при Гросмонте от англичан, во главе которых стоял Генрих IV или Джон Тальбот. В той битве Тудор погиб. 5 мая 1405 года в битве при Пулл Мелин, что рядом с Аском, англичане во главе с Ричардом Греем и Дэвидом Хромым, разгромили полчища восставших во главе с Рисом Смуглым и Грифидом ап Оуайном. В той битве Рис погиб, а Грифид был взят в плен и отправлен в Тауэр. Король Англии решил жестоко наказать восставших, а пресечь само восстание решил путём запугивании. Хронист Адам из Аска рассказывает, что после битвы при Пулл Мелине король Генрих захватил триста пленных и всех их обезглавил перед замком Аск. Джон ап Хивел, настоятель соседнего цистерцианского монастыря, что в Ллантарнаме, был убит в той битве, когда забирал погибших с поля боя. Английские войска высадились в Англси прибыв из Ирландии. В течение следующего года они постепенно подавили восстание на этом острове, а также в Гвинеде.
К 1406 году большинство французских войск покинула территорию Англии и Уэльса, после того как Англия и Франция стали приближаться к подписанию мирного договора. В своём «Пеннальном письме» Оуайн обещал Карлу VI, королю Франции, в случае победы над Англией подчинение валлийской церкви авиньонскому папе Бенедикту XIII. Это никак не повлияло на решение короля Франции.
Английский король взялся за новую стратегию, согласно которой, вместо того, чтобы сосредоточиться на карательных экспедициях следовало устроить экономическую блокаду Уэльса. С помощью английских замков в Уэльсе ему удалось отрезать восставших от введения торговли и в поставке оружия и продовольствия. К 1407 году эта стратегия начинает приносить свои плоды. Один за другим Лорды начали сдаваться в плен. К середине лета, замок Оуайна в Аберистуите был осаждён. Той же осенью замок был захвачен. В 1408 году в битве при Брэмэм Муре, граф Нортумберленд, отец ранее погибшего Хотспура, был разбит и убит войском под командованием Томаса де Рокеби, шерифа Йоркширского. В 1409 году на очереди стал замок Харлех. Оуайн послал своих людей во Францию для переговоров, но это не помогло. Грифид Юный был отправлен в Шотландию, чтобы попытаться уговорить их для начала военных действий против Англии, но те отказались. Харлех был захвачен. Эдмунд Мортимер погиб в одной из битв в 1409 году, а после его семья была схвачена и заключена в Тауэре, где уже сидел Грифид ап Оуайн.
Положение Оуайна, и восставших вообще, ухудшалось. В 1410 году Оуайн приготовил своих воинов для последнего рейда в глубь Шропшира. Несмотря на последние неудачные события, Оуайна ещё поддерживали многие валлийцы. Рейд был отбит, сами восставшие были разгромлены, многие взяты в плен, Оуайну удалось спастись. Рис Чёрный из Кардигана, один из самых верных командиров Оуайна, был схвачен и доставлен в Лондон для казни. В хронике того времени говорится, что Рис был: «… протаскан по земле до Тайберна, где его и повесили, а его тело было четвертовано и отправлено в четыре части города, а голову установили на Лондонском мосту». В 1411 или в 1412 году Филипп Скудамор и Рис ап Тудор были схвачены и обезглавлены в Шрусбери и в Честере соответственно, а головы были поставлены на кол у въезда в город (без сомнения, для того чтобы запугать валлийцев). В 1412 году в тюрьме умер старший сын Оуайна — Грифид.
В 1412 году в Бреконе попал в засаду, подстроенную Оуайном, Дэвид Хромой, но затем он был выкуплен английским королём. Это были последние вспышки восстания. Это был последний раз, когда Оуайна видели живым его враги. Ещё в 1414 году ходили слухи, что в Херефордшире, лидер Лоллардов, сэр Джон Олдкасл общался с Оуайном, после чего подкрепления были направлены в основные замки на севере и юге Уэльса. В Сноудонии ещё продолжалось восстание. В 1413 году был пойман и казнён Гвилим ап Тудор.
Король Генрих IV умер в 1413 году и королём стал его сын Генрих V, который начал принимать более примирительное отношение к валлийцам. Королевское помилование было предложено основным руководителям восстания и другим противникам режима его отца. В символическом и благочестивом жесте, тело свергнутого короля Ричарда II было похоронено в Вестминстерском аббатстве. Сторонники Ричарда II переметнулись на сторону Генриха. Вскоре Хивел Коэтмор, брат Риса Смуглого, был прощён королём и перешёл на английскую службу. В 1415 году Генрих V предложил помилование Оуайну, так как он уже готовился к войне против Франции. Существует доказательство того, что новый король Генрих V вёл переговоры с сыном Оуайна, Маредидом, но тот отказался и остался на стороне отца. В 1415 году, в Тауэре, умерли Кэтрин, дочь Оуайна и жена Эдмунда Мортимера, и её дети. Существует ряд доказательств, в поэзии валлийского барда Ллауддена например, что несколько восставших продолжали сражаться даже после 1421 года, под руководством Филипа ап Риса, зятя Оуайна.
Валлийские хроники (Panton MS. 22). Последняя запись в отношении принца говорит:
1415 — Оуайн скрылся в Харвесте в день св. Матвея(21 сентября), а место его пребывания было неизвестным. Многие говорили, что он умер, другие же так не считали.
Оуайн Глиндур так и не был пойман англичанами.

#### Последствия
В 1415 году английские законы снова начали действовать в Уэльсе. Руководители восстания были либо мертвы, либо заключены в тюрьму, либо понесли огромные штрафы или были прощены путём получения королевского помилования. Восстание унесло большое количество жизней. Уэльс, который и так был беднейшим регионом в Англии, после подавления восстания ещё больше погряз в грязи и в нищете. Путешественники в своих рассказах говорят о разрушенных замках, таких как замок Монтгомери, и монастырях таких как аббатство Страта Флорида и Аббейкумхир. Торговля в таких крупных городах как Освестри, остановилась. Земли, которые ранее были плодородными, теперь представляли собой пустыри.
Многие известные семьи обеднели. В 1411 году на Джона Ханмер были обрушены большие штрафы и налоги. Тюдоры уже не господствовали над островом Англси и северо-западной частью Уэльса, как это было до 1415 года. Брат Гвилим и Риса, погибших во время восстания, Маредид, переехал в Лондон, где у него родился сын Оуайн. Грозный Генрих Дун который совместно с французами и бретонцами осаждал замок Кидвелли, в 1415 году принял помилование. Каким-то образом он избегал налогов, не платя ни копейки. Другие не смогли вписаться в новый порядок. Неизвестное число сторонников Оуайна удалилось в изгнание. Генрих Белый — наследник владения в Лланстеффане — покинул Уэльс и стал служить королю Франции, Карлу VI, в частности участвовал в битве при Азенкуре. Грифид Юный также удалился в ссылку. В 1415 году он находился в Париже. Он прожил ещё 20 лет и стал епископом Росс в Шотландии, а затем епископом Гиппона в Северной Африке. В 1421 году Маредид, один из сыновей Оуайна, принял помилование короля Англии.

## Исчезновение и наследие
Ничего конкретного об Оуайне после 1412 года не известно. Несмотря на предложенное огромное вознаграждение, он так и никогда не был захвачен в плен и не был кем-либо предан. Предложенное королевское помилование же он отверг. Валлийский хронист Адам из Аска, являвшийся сторонником Оуайна, в своей летописи под 1415 годом сообщает, что «он был похоронен ночью своими последователями, но его враги узнали место захоронения, и он был перезахоронен, и теперь никто не знает, где его могила». Народное предание гласит, что Оуайн умер и был погребён, возможно, в церкви Коруэн, находившейся недалеко от его дома, или, возможно, в своём имении в Сихарте, или же во владениях одного из мужей своих дочерей — в Кентчёрче, на юге Херефордшира или в Моннингтоне в западной части Херефордшира.
Дочь Оуайна, Элис, тайно вышла замуж за сэра Джона Скудамора, который был назначен шерифом Херефордшира. Каким-то образом он пережил восстание и оставался на этом посту. Ходили слухи, что Оуайн наконец отступил в свои дома в Кентчёрче. В своей книге Загадка Джека Кента и судьба Оуайна Глиндура, Алекс Гиббон утверждает, что народный герой Джек Кент, также известный как Шон Кент — на самом деле и есть Оуайн Глиндур. Гиббон указывает на ряд сходств между Шоном Кентом и Глиндуром (включая внешний вид, возраст, образование и характер), и утверждает, что Оуайн провел свои последние годы, живя у Элис выдавая себя за старого францисканского монаха. Есть много сказок о Глиндуре, где он маскируется, чтобы получить преимущество над противником во время восстания.
Внуком Джона Скудамора был сэр Джон Донн из Кидвелли, успешный йорксистский придворный, дипломат и воин, который обеспечил себе хорошую жизнь, поддерживая Генриха VII. Родственниками семьи Донн были известные некоторые английские дворянские династии, в том числе Де Веры, которые были графами Оксфорда и семья Кавендиш, которые были герцогами Девоншира.
В 2006 году Эдриан Джонс, президент сообщества Оуайна Глиндура, сделал сенсационное заявление: «Четыре года назад мы посетили прямого потомка Глиндура (сэра Джона Скудамора), в Кентчёрче, у Абергавенни. Он отвёз нас к Моннингтон Страддел, в Херефордшир, где жила одна из дочерей Глиндура, Элис. (Он) сказал нам, что он (Глиндур) провел свои последние дни у дочери, там он и умер. Это была семейная тайна в течение 600 лет и даже мать сэра Джона, которая умерла незадолго до того, как мы посетили это место, отказывалась раскрыть эту тайну. Там есть холм, где он, как полагают, похоронен — на Моннингтон Страддел».

## Брак и дети
Оуайн был женат на Маргарет Ханмер, дочери сэра Дэвида Ханмера. У них были следующие дети:
- Грифид, родился около 1375 года, был взят в плен и заключён в Ноттингтонском замке, а затем доставлен в лондонский Тауэр в 1410 году. Он умер в тюрьме от чумы около 1412 года.
- Мадог
- Маредид, дата рождения неизвестна, был жив в 1421 году, когда он принял помилование.
- Томас
- Джон
- Элис, замужем за сэром Джоном Скудамором. Она была леди Глиндифрдуи и Кинллайт, а также наследницей трона Поуиса, Дехейбарта и Гвинеда.
- Джейн, вышла замуж за лорда Грея де Рутина
- Джанет, вышла замуж за сэра Джона де Крофта, владетеля замка Крофт в Херефордшире.
- Маргарет, вышла замуж за сэра Ричарда Моннингтона из Моннигтона в Херефордшире.
- Кэтрин, вышла замуж за Эдмунда Мортимера, сына 3-го графа Марч.

Также Оуайн имел несколько незаконнорождённых детей:
- Давид
- Гвенллиан
- Эван (1380—1430)
- Мифануи

## Память
- В честь Оуайна был назван британский угольщик «Глиндур» (Glyndwr) 1904 года постройки, конфискованный в 1914 году в Данциге для нужд кайзерлихмарине и перестроенный в гидроавианосец[14].

## В художественной литературе
Так же, как и у Шекспира, Глиндур был отмечен в ряде произведений художественной литературы и является персонажем нескольких исторических романов, в том числе:
- Джон Коупер Поуис: Оуайн Глиндур (1940)
- Эллис Питерс: Кровавое поле Шрусбери (1972)
- Розмэри Хаули Джэрман: Корона в свечах (1978)
- Мэлкольм Прайс: Дракон в Азенкуре — Y Lolfa ISBN 0-86243-684-2

Он также является персонажем Шекспира в произведении Генрих IV, часть 1 и был героем британского телевидения Джеймса Хилла UK TV в фильме Оуайн, принц Уэльский, вещание которого происходило в 1983 году, в первые дни, на канале 4/S4C.
Он также имеет небольшую роль в Рыцаре Слова, втором романе трилогии Word/Void, который служит у Леди в, произведении Терри Брукса. В книге, он является предком Джона Росса.
Он появился в качестве агента Света у Сьюзан Купер в книге Silver on the Tree, которая является одной из частей романа The Dark Is Rising Sequence.
Глиндур также появляется и в валлийской литературе, см. Э. Уин Джеймс, Glyndŵr a Gobaith y Genedl: Agweddau ar y Portread o Owain Glyndŵr yn Llenyddiaeth y Cyfnod Modern (English: Glyndower and the Hope of the Nation: Attitudes to the Portrait of Owen Glyndower in Modern Age Literature) (Аберистуит: Cymdeithas Llyfrau Ceredigion, 2007).
Шеф-повар принимает имя Глиндур в эпизоде «Лес Горгоны», сериала Jonathan Creek.
Его могилу разыскивают герои книги американской писательницы Мэгги Стивотер «Воронята» (англ. The Raven Boys).

## В легенде
Согласно валлийским преданиям, Оуайн Глиндур, подобно Оуайну Краснорукому, спит в замке Кэйв, что в Гвенте, со своими воинами, чтобы однажды проснуться и вернуть Уэльсу независимость.